# إدوين ر. تشيس
إدوين ر. تشيس (بالإنجليزية: Edwin R. Chess) هو ضابط أمريكي، ولد في 12 فبراير 1913 في شيكاغو في الولايات المتحدة، وتوفي في 12 يونيو 2000 في San Antonio Military Medical Center ‏ في الولايات المتحدة.